# 프리툴레
프리툴레(fritule)는 크리스마스를 위해 특별히 만드는 크로아티아의 축제용 페이스트리이다. 작은 도넛이나 이탈리아의 체폴라(zeppole), 베네치아의 프리톨레(frìtole), 네덜란드의 크리스마스 간식인 올리볼렌(oliebollen)과 비슷하다. 그러나 프리툴레만의 특징이 있는데, 일반적으로 건포도를 넣으며 럼과 귤껍질로 맛을 내고 가루 설탕을 얹어서 만든다. 'miške'라고 불리는 프리툴레가 변형된 음식은 슬로베니아에서 만들어진다.

## 갤러리

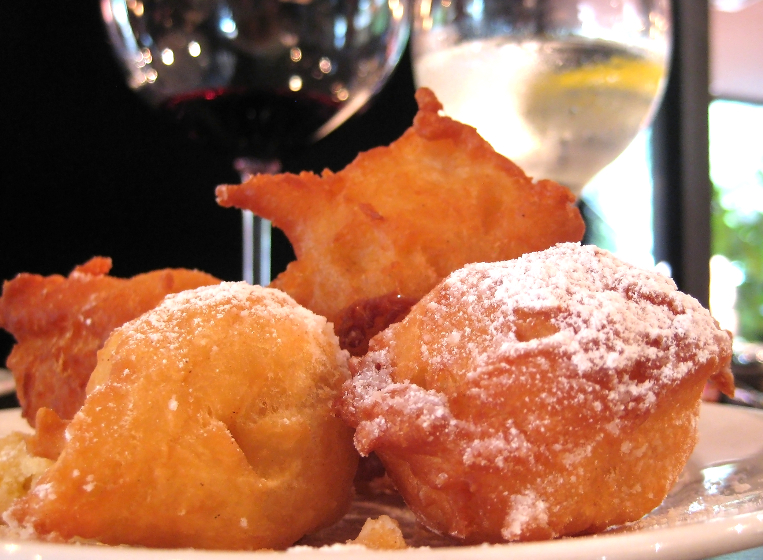
크리스마스 이브를 위해 만든 프리툴레
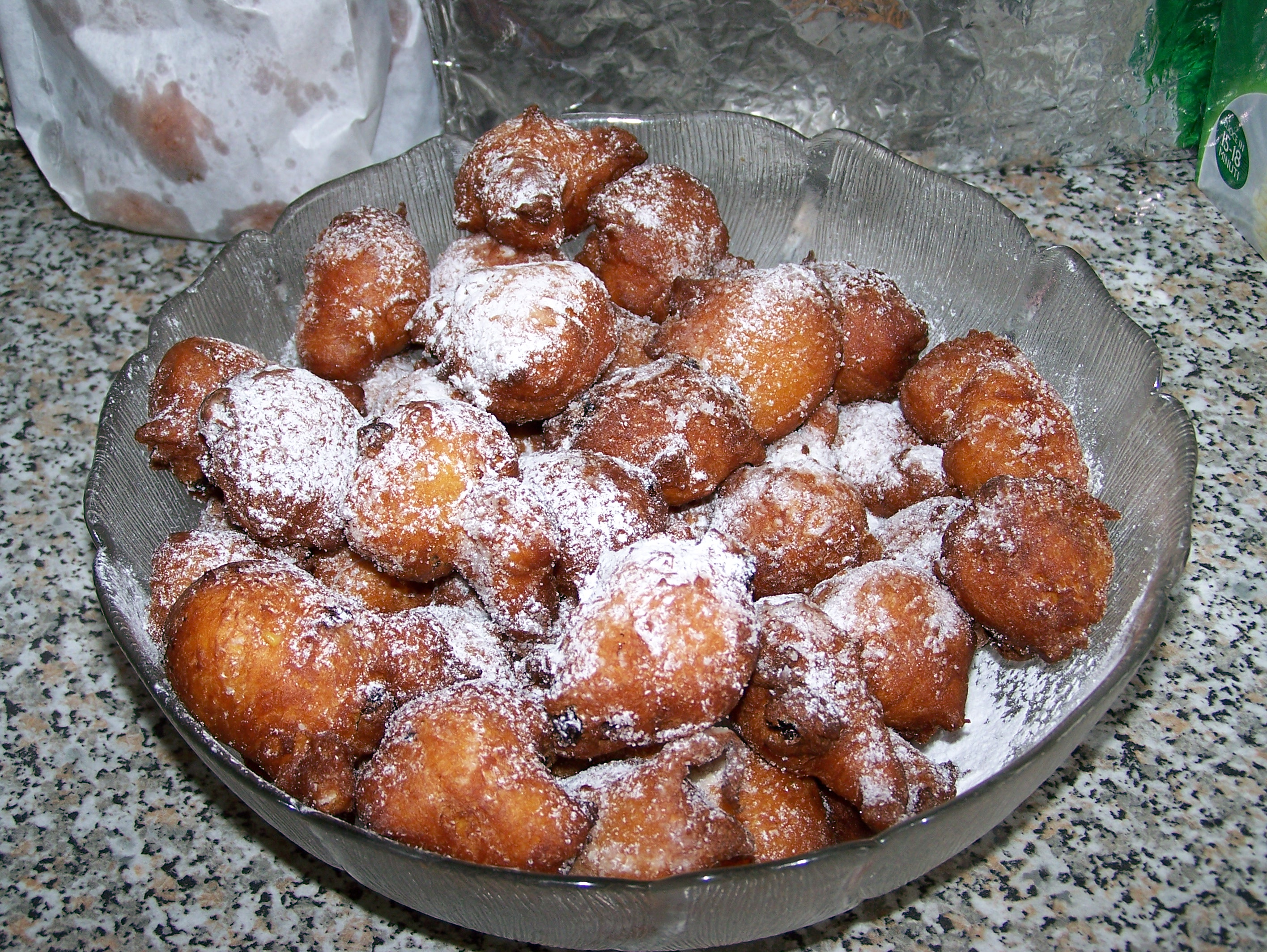
프리툴레
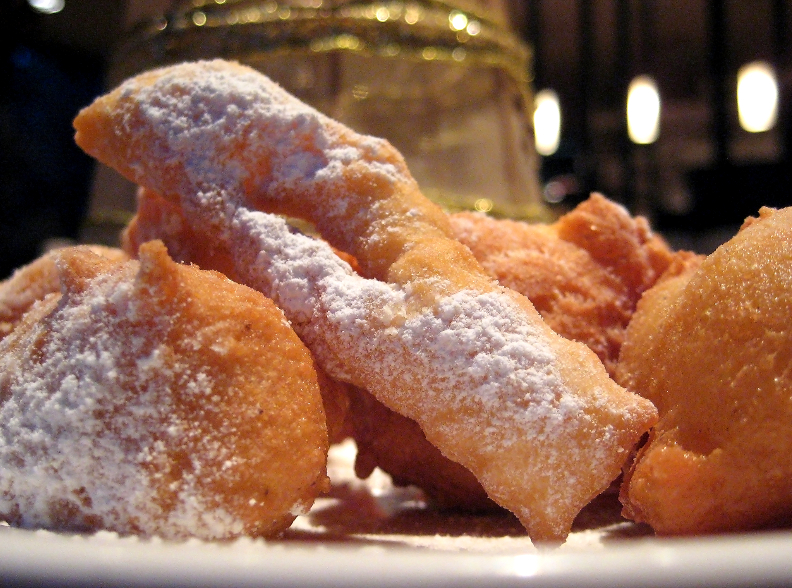
프리툴레

## 같이 보기
- 크로아티아 요리